# 박기종
박기종(朴琪淙, 1839년 ~ 1907년)은 한국의 근대적 기업인이다. 민간인 철도부설운동의 선구자로 평가되고 있으며 봉래초등학교의 설립자이기도 하다.

## 개요
1839년에 부산에서 태어난 박기종은 우리나라 및 부산의 근대사에서 큰 족적을 남긴 인물이다. 1876년에 관직에 진출해 부산판찰관, 부산경무관 겸 절영도첨사, 외부참서관, 중추원의관 등을 지냈다. 또한 1876년 5월에 수신사의 역관으로 일본에 두 번 다녀왔다.
부산 최초의 근대적 신식학교인 개성학교를 1895년 설립하는데, 이 학교는 현재 봉래초등학교, 개성중학교, 개성고등학교로 그 전통을 이어오고 있다.
1898년 5월에 한국 최초의 민간 철도 회사인 부하철도주식회사를 설립하여 부산-하단포 구간의 부하철도를 건설하고자 했으나, 자금 부족 등의 이유로 건설이 취소되었다. 이후 1899년 5월에 대한철도회사를 설립하고 경원선과 함경선의 부설 허가를 얻었지만, 일본이 여러 수단으로 방해해 자금 부족 등으로 좌절되었다. 이 건설사업을 계속하려 하였으나, 이때는 일본의 방해공작으로 실현을 보지 못했다. 1902년에 영남지선철도회사를 창립해 삼랑진-마산 간의 삼마철도(三馬鐵道)를 계획해 1904년 1월에 착공했지만, 자금 조달을 필사적으로 막은 일본이 같은 해 10월에 매수했다. 급히 부설권을 얻어 공사진행을 시도하였다. 그러나 이때도 일본의 집요한 농간으로 자금 조달이 여의치 못해 공사를 중단하고 말았다.
1907년 사망했다.

## 같이 보기
- 박기종 유물 일괄 (부산광역시 유형문화재 제125호)